# Vincenzo Baldazzi
Vincenzo Baldazzi surnommé « Cencio » (né à Genzano di Roma le 25 octobre 1898, mort à Rome le 23 mai 1982) est un homme politique italien, antifasciste et résistant.

## Biographie
Très jeune, Vincenzo Baldazzi adhère aux idées de Giuseppe Mazzini dans sa forme la plus progressiste, ayant pour maitre Errico Malatesta. En 1914 il participe aux « émeutes » d'Ancône qui mènent à la Semaine Rouge (pendant une manifestation antimilitariste organisée par les républicains, les socialistes et les anarchistes, les carabiniers ouvrent le feu tuant trois manifestants).
Interventionniste de gauche, il prend position pour l'entrée en guerre de l'Italie lors de la Première Guerre mondiale et part comme volontaire. Il obtient le grade de commandant d'une escouade de grenadiers et il est blessé à Bainsizza où les Arditi font la démonstration de leur bravoure. C'est là que semble être né le salut "À nous!" ("A noi!") et qui sera utilisé par les Arditi del Popolo, des formations de défense prolétarienne, par les squadristi fascistes et par le régime fasciste avant l'usage du "al duce".
Baldazzi et Alfredo Morea représentent la frange républicaine dans l'association nationale des Arditi d'Italie qui a pour chef Mario Carli; celui-ci avec son article Arditi non gendarmi met fin à l'entente qui existe entre les  Arditi et le fascisme. Les Arditi del Popolo sont créés après l'entreprise de Fiume qui est l'opération qui a donné naissance aux mouvements combattants de gauche, un des objectifs de l'organisation militaire avec pour chef Argo Secondari est la défense des associations ouvrières et paysannes des squadristes fascistes qui avec l'assentiment du gouvernement d'Ivanoe Bonomi ont déjà provoqué de nombreuses victimes parmi les opposants de gauche. Certains historiens estiment que la mise en place du régime fasciste causa la mort de 100 000 antifascistes. Au cours de cette période "Cencio" est tuilier de la Valle dell'Inferno et il habite le Trionfale de Rome.
En 1924, après la défaite des Arditi del Popolo, "Cencio" est un de promoteurs de Italia Libera, il maintient des contacts avec le groupe du journal "Ne lâcher pas" (Non Mollare) de Carlo Rosselli, Gaetano Salvemini et Ernesto Rossi. Après l'attentat contre  Mussolini de Gino Lucetti, il est condamné à cinq ans de prison avec l'accusation d'avoir fourni le pistolet à Lucetti dont l'intention était peut être d'achever le duce après avoir fait sauter le véhicule blindé et cinq ans supplémentaires pour avoir fourni une aide financière à la femme de Gino Lucetti.
En 1936, il est préventivement incarcéré et séparé du groupe Giustizia e Libertà, et passe les années 1937 à 1943 entre Ventotene et les îles Tremiti. En 1943, il prend le commandement d'une brigade du mouvement Giustizia e Libertà, bras militaire du parti d'action, qui se comprend des résistants dont les noms appartiennent à l'histoire (Albertelli, Bauer, Buttaroni, Chierici, Aldo Eluisi, Gabrieli, Fancello, Ugo La Malfa, Luigi Longo, Emilio Lussu, Sandro Pertini, Manlio Rossi Doria, Roveda, Salvadori, Trombadori, Vassalli) et il attaque les nazis-fascistes, sa zone de combat étant les quartiers Trionfale et Testaccio, qui avaient déjà été au moment de la marche sur Rome parmi les quartiers romains où "les fascistes ne marchèrent pas".
Après la résistance, il crée le cercle Giustizia e Libertà à Rome et s'inscrit au Parti socialiste italien où il conserve des liens avec Sandro Pertini, son ancien compagnon de lutte.

## Sources
- (it) Cet article est partiellement ou en totalité issu de l’article de Wikipédia en italien intitulé « Vincenzo Baldazzi » (voir la liste des auteurs).